# Rionansa
Rionansa – gmina w Hiszpanii, w prowincji Kantabria, w Kantabrii, o powierzchni 118,02 km². W 2011 roku gmina liczyła 1091 mieszkańców.